# Karlsson på taket (2002)
Karlsson på taket är en tecknad långfilm från 2002 som bygger på Astrid Lindgrens böcker om Karlsson på taket. Filmen klipptes även om till en TV-serie med samma namn.
Börje Ahlstedt gör Karlssons röst och gör även Karlssons röst i TV-serien. William Svedberg som gör Lillebrors röst, spelade även Rasmus i Kalle Blomkvist och Rasmus. Andra medverkande är Allan Svensson, Magnus Härenstam, Brasse Brännström, Pernilla August och  Per Sandborgh. Även övriga röster gjordes av Maria Bolme, Pernilla Skifs och Barbro "Lill-Babs" Svensson.
Rösten till fröken H. Bock gjordes av Margaretha Krook, som avled innan filmen hade premiär.

## Handling
Filmen baseras på Astrid Lindgrens tre böcker om Lillebror och Karlsson på taket; element från alla tre böckerna ingår i filmen.

## Röster
- Börje Ahlstedt – Karlsson på taket
- William Svedberg – Svante "Lillebror" Svantesson
- Pernilla August – fru Svantesson, mamma
- Allan Svensson – herr Svantesson, pappa
- Margaretha Krook – fröken Hildur "Husbocken" Bock
- Nils Eklund – farbror Julius Jansson
- Magnus Härenstam – Filip "Fille", tjuv
- Brasse Brännström – Rudolf "Rulle", tjuv
- Leo Magnusson – Bosse Svantesson, storebror
- Ellen Ekdahl – Bettan Svantesson, storasyster
- Greta Rechlin – Gunilla, klasskamrat
- Jonatan Skifs – Krister, klasskamrat
- Steve Kratz – brandman
- Maria Rydberg – lärarinna
- Per Sandborgh – nyhetsuppläsare

### Fotnoter
1. 1 2 3 4 5 6 7 8 9 10 11 12 13 14  Karlsson på taket, Svensk Filmdatabas, Svenska Filminstitutet, läs online, läst: 15 april 2023.[källa från Wikidata]
2. ↑  Karlsson på taket, LUMIERE, läs online, läst: 15 april 2023.[källa från Wikidata]
3. ↑  Karlsson på taket (på norskt bokmål), Filmfront, läs online, läst: 15 april 2023.[källa från Wikidata]

### Webbkällor
- ”Karlsson på taket”. Internet Movie Database. http://www.imdb.com/title/tt0307050/. Läst 26 mars 2013.